# Енчинов, Эжер Игнатьевич
Эжер Игнатьевич Енчинов (род. 13 января 1982, РСФСР) — российский самбист, чемпион и призёр чемпионатов России по боевому самбо, призёр чемпионатов Европы и мира, мастер спорта России международного класса (2014). Капитан полиции, командир отделения оперативного взвода ОМОН «Беркут» МВД по Республике Алтай. В 2013 году участвовал в эстафете Олимпийского огня зимних Олимпийских игр 2014 года.

## Спортивные достижения
- Чемпионат России по боевому самбо 2008 года — ;
- Чемпионат России по боевому самбо 2012 года — ;
- Чемпионат России по боевому самбо 2013 года — .
- Чемпионат России по самбо 2018 года — ;